# Pepa Ojanguren
Pepa Ojanguren (Oviedo, 1951-Oviedo, 17 de agosto de 2020) fue una figurinista y diseñadora de vestuario española. Tiene una calle con su nombre en su ciudad natal.

## Trayectoria
Nació en Oviedo. Estudió Filología Inglesa. Se mudó a Londres, donde comenzó su carrera de vestuario en los ámbitos de la ópera y la moda pop. En 1983 regresó a España y comenzó a colaborar con Emilio Sagi en las óperas barrocas La guerra de los gigantes, de Sebastián Durón, y Los elementos, de Fernando Literes.
Algunos de los títulos en los que participó como diseñadora se interpretaron en escenarios como el Teatro de la Zarzuela, el Gran Teatro del Liceo, el Teatro Real de Madrid, el Teatro de La Scala de Milán u otros en ciudades como Londres, San Francisco y Washington. Entre los títulos estaban Lucrezia Borgia, La Boheme, Il Mondo della Luna, Nabucco, Salome, Linda di Chamounix, Tancredi y Il barbiere di Siviglia. En zarzuela Luisa Fernanda, Katiuska, El rey que rabió o Don Gil de Alcalá.
Además, fue la encargada de vestuario de los Premios Líricos en el Teatro Campoamor durante una década. Pepa Ojanguren fue pareja del cantante Tino Casal, y a ella se le atribuyó el cambio de imagen de dicho cantante.
Falleció en Oviedo, víctima de un cáncer, el 17 de agosto del 2020 a los 69 años.

## Reconocimientos
En 2020, en su homenaje, le fue dedicada la ópera 'I Puritani' estrenada en el Teatro Campoamor de Oviedo. En 2023, el Ayuntamiento de Oviedo, para cumplir con la Ley de Memoria Histórica, cambió el nombre de la calle 19 de julio por el de Pepa Ojanguren.